# Бомбей (штат)
Бомбе́й — колишній штат Індії. 1 травня 1960 розділений на два штати: Махараштра та Гуджарат.

## Опис
Площа — 495 600 км², населення 48,3 млн осіб (1951), переважно маратхи та гуджаратці. Адміністративний центр — місто Бомбей (2,8 млн ж., 1951).
Південно-східну частину штату займає плоскогір'я Декан (300—700 м), яке на заході переходить в гори Західні Гати (до 1646 лі). На крайньому заході, вздовж узбережжя Аравійського моря, — низовина Конкан.
Клімат тропічний, мусонний (в січні від + 19 до + 25°, в травні — найтепліший місяць — від + 29 до + 32°; опадів до 1000 мм на низовинах, 3000—5000 мм в горах). Річки: Крішна, Годаварі, Тапті, Нарба-да. Тропічна рослинність: савани, ліси (бл. 16 % території).
В економіці країни Бомбей відіграє велику роль. Штат дає близька 50 % вироби, бавовни та джовару (просяна культура) в Індії. Низовина Конкан — важливий район рисосіяння. З інших зернових культур в Бомбеї вирощують пшеницю, кукурудзу, баджру, ячмінь; з технічних — цукрову тростину, тютюн; з олійних — земляний горіх. Велику питому вагу в промисловості Індії мають бавовняна промисловість Бомбею (понад 50 % веретен країни), виробництво натурального та штучного шовку, машинобудування, хімічна, паперова, цементна, кінематографічна промисловість.
Промислові центри: Бомбей, Ахмадабад, Барода, Пуна, Сурат. Залізниць близько 6,6 тис. км. Порти: Бомбей, Кандла. 6 університетів.